# Luci Cecili (historiador)
Luci Cecili (en llatí Lucius Caecilius) va ser un historiador romà que probablement va viure al segle iv.
De la seva vida no se'n sap res, però seria l'autor d'una obra important atribuïda a Lactanci titulada De Mortibus Persecutorum, en 22 capítols, sobre la carrera de dos emperadors, Constantí I el Gran i Maxenci, amb un resum de les persecucions entre Neró i Dioclecià, que s'hauria compost després de la victòria de Constantí sobre Maxenci i abans del trencament amb Licini I (és a dir entre el 312 i el 315). El text està parcialment mutilat i algunes indicacions s'han de prendre amb precaució, ja que l'autor és parcial, però tot i així és una obra cabdal perquè és l'única que presenta aquest temps des del punt de vista immediat de Constantí; especialment famós és el moment en què l'emperador ordena a les seves forces gravar als seus escuts i estendards la creu i les inicials de Crist.
Aquesta obra va ser en principi publicada junt amb obres de Lactanci, però va ser separada per l'editor Étienne Baluze i publicat a París amb la inscripció LUCIUS CECILI I INCIPIT LIBER AD DONATUM CONFESSOREM DE MORTIBUS PERSECUTORUM, suposadament perquè va descobrir que l'autor era un desconegut Luci Cecili i no Lactanci (Lucii Cecilii Liber ad Donatum Confessorem de Mortibus Persecutorum hactenus Lucio Caecilio Firmiano Lactantio adscriptus, ad Colbertinum codicem denuo emendatus).